# Адміністративний устрій Острозького району
Адміністративний устрій Острозького району — адміністративно-територіальний поділ Острозького району Рівненської області на  21 сільську раду, які об'єднують 55 населених пунктів та підпорядковані Острозькій районній раді. Адміністративний центр — місто Острог, що є містом обласного значення і до складу району не входить.

## Список радОстрозького району
| №  | Назва                        | Центр          | Населені пункти                                                 | Площа км² | Місце за площею | Населення (2001), чол. | Місце за населенням | Розташування |
| -- | ---------------------------- | -------------- | --------------------------------------------------------------- | --------- | --------------- | ---------------------- | ------------------- | ------------ |
| 1  | Білашівська сільська рада    | с. Білашів     | с. Білашів с. Дерев'янче с. Радужне с. Точевики                 |           |                 |                        |                     |              |
| 2  | Бухарівська сільська рада    | с. Бухарів     | с. Бухарів с. Завизів с. Михалківці                             |           |                 |                        |                     |              |
| 3  | Вельбівненська сільська рада | с. Вельбівно   | с. Вельбівно с. Бадівка                                         |           |                 |                        |                     |              |
| 4  | Верхівська сільська рада     | c. Верхів      | c. Верхів с. Лебеді с. Шлях                                     |           |                 |                        |                     |              |
| 5  | Вілійська сільська рада      | c. Вілія       | c. Вілія                                                        |           |                 |                        |                     |              |
| 6  | Грем'яцька сільська рада     | c. Грем'яче    | c. Грем'яче с. Грозів с. Михайлівка                             |           |                 |                        |                     |              |
| 7  | Кутянківська сільська рада   | c. Кутянка     | c. Кутянка с. Батьківці с. Болотківці с. Данилівка с. Ілляшівка |           |                 |                        |                     |              |
| 8  | Межиріцька сільська рада     | c. Межиріч     | c. Межиріч с. Прикордонне с. Слобідка                           |           |                 |                        |                     |              |
| 9  | Милятинська сільська рада    | c. Милятин     | c. Милятин                                                      |           |                 |                        |                     |              |
| 10 | Могилянівська сільська рада  | c. Могиляни    | c. Могиляни с. Черняхів                                         |           |                 |                        |                     |              |
| 11 | Мощаницька сільська рада     | c. Мощаниця    | c. Мощаниця с. Волосківці с. Кургани                            |           |                 |                        |                     |              |
| 12 | Новомалинська сільська рада  | c. Новомалин   | c. Новомалин с. Лючин                                           |           |                 |                        |                     |              |
| 13 | Новородчицька сільська рада  | c. Новородчиці | c. Новородчиці с. Посива с. Теремне                             |           |                 |                        |                     |              |
| 14 | Оженинська сільська рада     | c. Оженин      | c. Оженин с. Бродів с. Країв с. Стадники                        |           |                 |                        |                     |              |
| 15 | Плосківська сільська рада    | c. Плоске      | c. Плоске с. Завидів                                            |           |                 |                        |                     |              |
| 16 | Почапківська сільська рада   | c. Почапки     | c. Почапки                                                      |           |                 |                        |                     |              |
| 17 | Розвазька сільська рада      | c. Розваж      | c. Розваж                                                       |           |                 |                        |                     |              |
| 18 | Сіянцівська сільська рада    | c. Сіянці      | c. Сіянці с. Кураж с. Садки                                     |           |                 |                        |                     |              |
| 19 | Тесівська сільська рада      | c. Тесів       | с. Тесів с. Хрінів                                              |           |                 |                        |                     |              |
| 20 | Українська сільська рада     | c. Українка    | с. Українка с. Бубнівка с. Вишеньки с. Гай с. Дубини            |           |                 |                        |                     |              |
| 21 | Хорівська сільська рада      | c. Хорів       | с. Хорів с. Бродівське                                          |           |                 |                        |                     |              |

* Примітки: м. — місто, с-ще — селище, смт — селище міського типу, с. — село